# Río Chiriquí
Le rio Chiriquí où río Chiriquí Nuevo est un fleuve de la République du Panama situé dans la province de Chiriquí, dans l'ouest du pays.

## Géographie
Le rio Chiriquí est un fleuve, d'une longueur est de 130 km, situé au Panama, qui traverse les districts de Boquete, de David, de Dolega et de Gualaca, dans la province de Chiriquí et se jette dans l'océan Pacifique. Son bassin hydrographique couvre une superficie de 1 925 km².
Les principaux affluents sont les rios Brazo de Hornito, quebrada Barrigon, rio Gualaca, rio Los Valles, rio Caldera, rio Cochea, estero El Quindio et rio David.